# Maidenhead United F.C.

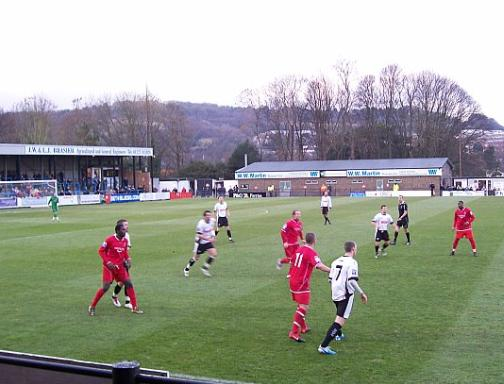
Maidenhead (áo đỏ) thi đấu với Dover Athletic năm 2010

Câu lạc bộ bóng đá Maidenhead United là một câu lạc bộ bóng đá bán chuyên nghiệp có trụ sở tại Maidenhead, Berkshire, Anh. Đội hiện là thành viên của National League, cấp độ thứ 5 của bóng đá Anh, và đã chơi bóng tại York Road từ năm 1871, khiến nó trở thành 'sân bóng lâu đời nhất được cùng một câu lạc bộ sử dụng liên tục'.

## Lịch sử
Câu lạc bộ bóng đá Maidenhead được thành lập vào tháng 10 năm 1870, với trận đấu đầu tiên của câu lạc bộ diễn ra vào ngày 17 tháng 12 năm 1870 trước Windsor Home Park tại Bond's Meadow. Họ là một trong mười lăm câu lạc bộ thi đấu tại giải Cúp FA đầu tiên vào mùa giải 1871-72, đánh bại Marlow 2-0 ở vòng Một trước khi thua Crystal Palace với tỉ số 3-0.  Câu lạc bộ lọt vào tứ kết mùa giải sau đó, cuối cùng thua Oxford University 4-0. Câu lạc bộ lại vào tứ kết vào các mùa giải 1873-74 - thua 7-0 trước Royal Engineers - và 1874-75, bị đánh bại 1 1-trước t Old Etonians. Maidenhead Temperance và Boyne Hill đều sáp nhập vào câu lạc bộ vào năm 1891.
Maidenhead là thành viên sáng lập của Southern League năm 1894, gia nhập Division Two. Đội đứng cuối bảng trong mùa giải khai mạc và lần nữa trong các mùa giải 1898-99 và 1899-1900, trước khi rời giải đấu vào năm 1902. Câu lạc bộ sau đó rớt xuống giải West Berkshire League và the Berks and Bucks League. Họ đã vô địch West Berkshire League ngay lần thử đầu tiên và là á quân vào năm 1903-04, trước khi tham gia giải Great Western Suburban League mới cùng với Maidenhead Norfolkians năm 1904.
Sau cuộc họp vào tháng 4 năm 1919, Maidenhead Norfolkians sáp nhập vào câu lạc bộ, sau đó màu sắc của câu lạc bộ được thay đổi từ sọc đen và đỏ sang đen và trắng. Họ đã vô địch Great Western Suburban League vào mùa giải 1919-20, sau đó câu lạc bộ được đổi tên thành Maidenhead United. Câu lạc bộ đã về nhì tại Great Western Suburban League mùa giải 1920-21, trước khi gia nhập Division One của Spartan League năm 1922. Họ đã giành được chức vô địch Division One vào năm 1926-27, trước khi được xếp vào Division One West năm 1928 giữa giải đấu tổ chức lại. Câu lạc bộ là á quân của Division One West vào năm 1928-29 trước khi được xếp vào Premier Division mùa giải tiếp theo.
Maidenhead là á quân Premier Division năm 1930-31 và tiếp tục giành chức vô địch mùa giải sau đó. Mặc dù câu lạc bộ đứng ở nửa cuối bảng vào năm 1932-33, họ đã giành chức vô địch Premier Division lần thứ hai vào mùa giải 1933-34. Mùa giải 1935-36, họ lọt vào bán kết FA Amateur Cup, thua Ilford 4-1 tại Upton Park. Sau khi Thế chiến thứ hai bùng nổ vào năm 1939, câu lạc bộ tham gia Great Western Combination, vị trí á quân mùa giải 1944-45. Sau đó họ tham gia giải Corinthian League mới thành lập. Câu lạc bộ đã vô địch Memorial Shield mùa giải 1956-57 và là nhà vô địch giải đấu mùa giải sau đó. Mùa giải 1960-61, họ lần đầu tiên lọt vào vòng 1 Cúp FA kể từ khi Football League được thành lập, thua 5-0 trước Colchester United; câu lạc bộ tiếp tục vô địch Corinthian League lần thứ hai vào cuối mùa giải. Sau khi vô địch giải đấu một lần nữa vào mùa giải 1960-61, họ đã giành được cú đúp danh hiệu vô địch và Memorial Shield vào mùa giải 1961-62.
Một lần nữa xuất hiện ở vòng Một Cúp FA tiếp theo vào mùa giải 1962-63, kết thúc với thất bại 0-3 trên sân nhà trước Wycombe Wanderers. Năm 1963, Corinthian League sáp nhập vào Athenian League, với Maidenhead trở thành thành viên của Premier Division. Trong mùa giải đầu tiên của họ ở giải đấu mới, câu lạc bộ lại lọt vào vòng đầu tiên của Cúp FA, để thua 0-2 trên sân nhà trước Bath City. Lần thứ tư tham dự vòng 1 Cúp FA mùa giải 1971-72 chứng kiến họ thua 0-2 tại Enfield. Năm 1973 câu lạc bộ gia nhập Division Two của Isthmian League, được đổi tên thành Division One năm 1977. Họ bị xuống hạng Division Two South vào cuối mùa giải 1986-87, nơi họ ở lại cho đến khi kết thúc với tư cách á quân vào mùa giải 1990-91, được thăng hạng trở lại Division One. Mùa giải 1996-97 câu lạc bộ vô địch Full Members Cup.
Vị trí thứ ba ở Division One mùa giải 1999-2000 giúp Maidenhead được thăng hạng lên Premier Division. Mùa giải 2003-04 đứng thứ mười hai ở Premier Division, giành được một suất ở giải Conference South mới. Tuy nhiên, sau khi xếp cuối bảng vào mùa giải 2005-06, câu lạc bộ đã bị xuống hạng xuống Premier Division của Southern League. Mùa giải tiếp theo họ lọt vào vòng 1 FA Cup lần đầu tiên kể từ những năm 1970, để thua 0-2 trước Stafford Rangers trong trận đá lại; đội cũng đứng thứ tư tại Premier Division đủ điều kiện tham dự trận play-off thăng hạng; câu lạc bộ tiếp tục đánh bại King's Lynn 1-0 1-0 trong trận bán kết trước khi đánh bại Team Bath bằng tỷ số tương tự trong trận chung kết để giành quyền thăng hạng trở lại Conference South. Một trận đấu khác ở vòng 1 Cúp FA 2007-08 kết thúc với thất bại 4-1 trước Horsham. Đội lại lọt vào vòng Một tiên vào các mùa giải 2011-12 (thua 2-0 trước Aldershot Town trong trận đá lại) và 2015-16 (thua 3-1 trên sân nhà trước Port Vale trong một trận đá lại khác).
Trong mùa giải 2016-17 Maidenhead vô địch giải National League South đã được đổi tên, giành quyền thăng hạng lên National League. Họ kiếm được 98 điểm, nhiều hơn 2 điểm so với Ebbsfleet United, đội được cho là vô địch. Trong mùa giải đầu tiên của đội ở hạng đấu, một trận đấu khác ở vòng đầu tiên FA Cup đã chứng kiến họ thua 0-2 trước Coventry City. Họ đã lọt vào vòng Một lần nữa vào mùa giải 2019-20, thua 3-1 trên sân nhà trước Rotherham United.

## Sân vận động

Một tấm bảng tại York Road kỷ niệm sự công nhận của nó là sân lâu đời nhất được sử dụng liên tục trong bóng đá cấp cao.

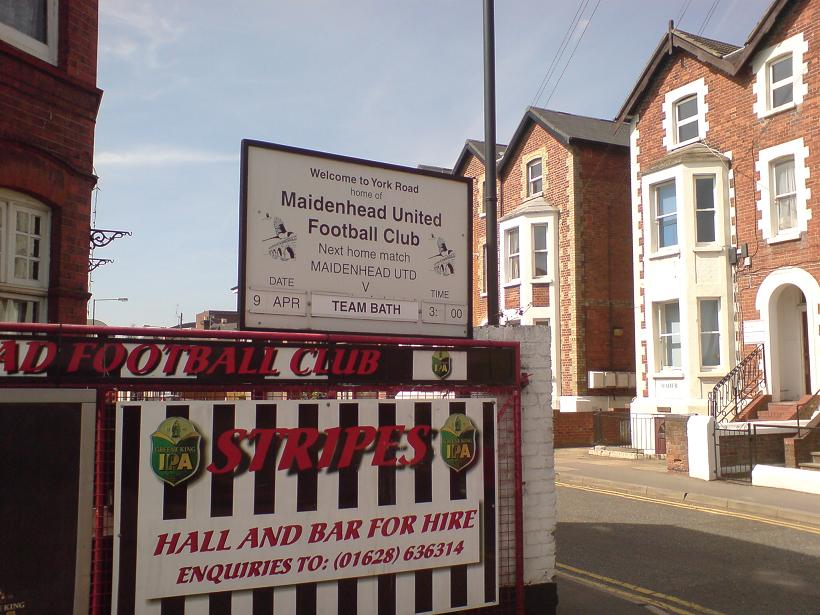
Lối vào York Road

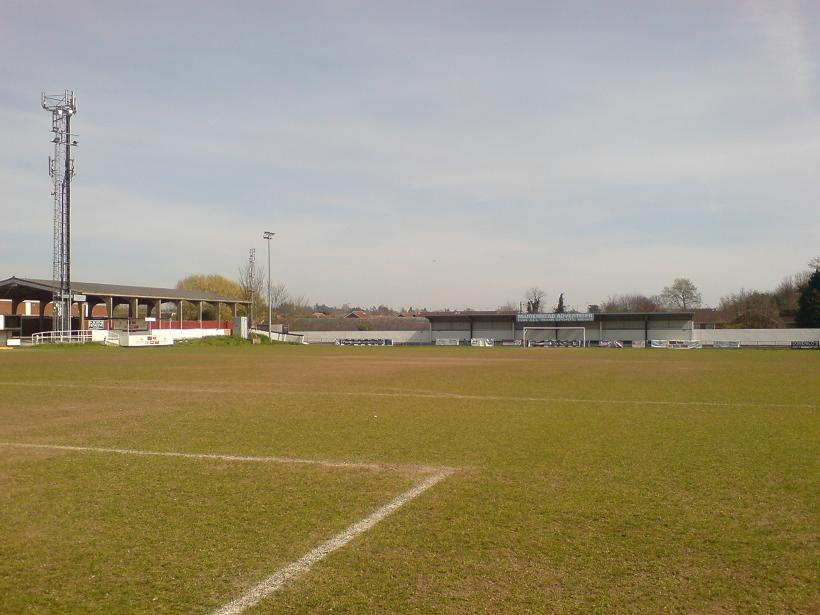
Sân York Road

Câu lạc bộ đã chơi trận đấu đầu tiên trên sân nhà tại Bond's Meadow, trước khi chuyển đến York Road vào năm 1871, với trận đấu đầu tiên tại sân mới diễn ra vào ngày 16 tháng 2 năm 1871 trước Marlow. York Road từng là sân cricket từ cuối thế kỷ 18, và được công nhận là "sân bóng lâu đời nhất được cùng một câu lạc bộ sử dụng liên tục". Phần đất trống của mặt sân được mua vào năm 1920. Kỉ lục số khán giả 7.920 người được thiết lập ở tứ kết FA Amateur Cup trước Southall vào ngày 7 tháng 3 năm 1936, với việc Maidenhead thắng 1-0.

## Cầu thủ
Tính đến 10 tháng 8 năm 2020

### Đội hình hiện tại
Ghi chú: Quốc kỳ chỉ đội tuyển quốc gia được xác định rõ trong điều lệ tư cách FIFA. Các cầu thủ có thể giữ hơn một quốc tịch ngoài FIFA.
| Số | VT | Quốc gia    | Cầu thủ            |
| -- | -- | ----------- | ------------------ |
| 2  | HV | Pháp        | Remy Clerima       |
| 8  | TV | Montserrat  | James Comley       |
| 10 | TĐ | Bắc Ireland | Josh Kelly         |
| 12 | TV | Anh         | Bradley Keetch     |
| 15 | HV | Anh         | Seth Nana Twumasi  |
| 16 | HV | Anh         | Ryheem Sheckleford |
| 17 | TV | Anh         | Reece Smith        |
| 19 | TV | Anh         | Ryan Upward        |
| 24 | HV | Anh         | Alan Massey        |

| Số  | VT | Quốc gia         | Cầu thủ            |
| --- | -- | ---------------- | ------------------ |
| 28  | TV | Anh              | Josh Smile         |
| TBA | TĐ | Anh              | Nathan Blissett    |
| TBA | TV | Anh              | Josh Coley         |
| TBA | TV | Cộng hòa Ireland | Shaun Donnellan    |
| TBA | TĐ | Anh              | Danilo Orsi-Dadomo |
| TBA | HV | Anh              | Manny Parry        |
| TBA | TV | Anh              | Dan Sparkes        |
| TBA | HV | Anh              | George Wells       |

### Cho mượn
Ghi chú: Quốc kỳ chỉ đội tuyển quốc gia được xác định rõ trong điều lệ tư cách FIFA. Các cầu thủ có thể giữ hơn một quốc tịch ngoài FIFA.
| Số | VT | Quốc gia | Cầu thủ |
| -- | -- | -------- | ------- |

## Danh hiệu
- National League
  - Vô địch National League South 2016-17
- Isthmian League
  - Vô địch Full Members Cup 1996-97
- Corinthian League
  - Vô địch 1957-58, 1960-61, 1961-62
  - Vô địch Memorial Shield 1956-57, 1961-62
- Spartan League
  - Vô địch 1926-27, 1931-32, 1933-34
- Great Western Suburban League
  - Vô địch 1919-20
- West Berkshire League
  - Vô địch 1902-03
- Berks & Bucks Senior Cup
  - Vô địch 1894-95, 1895-96, 1911-12, 1927-28, 1929-30, 1930-31, 1931-32, 1938-39, 1945-46, 1955-56, 1956-57, 1960-61, 1962-63, 1965-66, 1969-70, 1997-98, 1998-99, 2001-02, 2002-03, 2009-10,[11] 2014-15,[10] 2016-17

## Kỉ lục
- Thành tích tốt nhất tại Cúp FA: Tứ kết, 1872-73, 1873-74, 1874-75[3]
- Thành tích tốt nhất tại FA Amateur Cup: Bán kết, 1935-36[7]
- Thành tích tốt nhất tại FA Trophy: Tứ kết, 2003-04[7]
- Thành tích tốt nhất tại FA Vase: Vòng Hai, 1989-90[7]
- Kỉ lục số khán giả: 7.920 với Southall, Tứ kết FA Amateur Cup, 7 tháng 3 năm 1936[10]
- Trận thắng đậm nhất: 14-1 với Buckingham Town, FA Amateur Cup, 6 tháng 9 năm 1952[10]
- Trận thua đậm nhất: 14-0 với Chesham United, Spartan League, 31 tháng 3 năm 1923[10]
- Cầu thủ có số lần ra sân nhiều nhất: Bert Randall, 532 (1950-1964)[10]
- Cầu thủ ghi nhiều bàn thắng nhất: George Copas, 270 (1924-1935)[10]
- Cầu thủ ghi nhiều bàn thắng trong một mùa giải nhất: Jack Palethorpe, 65 (1929-30)[2]
- Most goals in a game: Jack Palethorpe, 7 với Wood Green Town, 1929-30[2]